# La Alameda del Rincón
La Alameda del Rincón är en ort i Mexiko.   Den ligger i kommunen Amealco de Bonfil och delstaten Querétaro Arteaga, i den sydöstra delen av landet, 150 km nordväst om huvudstaden Mexico City. La Alameda del Rincón ligger 2 420 meter över havet och antalet invånare är 687.
Terrängen runt La Alameda del Rincón är huvudsakligen kuperad, men österut är den platt. Runt La Alameda del Rincón är det ganska tätbefolkat, med 78 invånare per kvadratkilometer. Närmaste större samhälle är Huimilpan, 11,6 km nordväst om La Alameda del Rincón. I omgivningarna runt La Alameda del Rincón växer huvudsakligen savannskog.